# 위스키
위스키(영어: whisky 또는 whiskey, 문화어: 위스끼)는 맥아 및 기타 곡류를 당화 발효시킨 발효주를 증류하여 만든 술이다. 주로 보리, 옥수수, 호밀, 밀 등의 곡물이 원료가 된다. 증류 후에는 나무 통에 넣어 숙성시키는게 보통이다
동방의 증류기술이 중세 십자군 전쟁을 통해 서양에 전래되어 후에 아일랜드를 거쳐 스코틀랜드에 전파되어 위스키가 탄생한 것으로 알려져 있다. 십자군 전쟁에 참여했던 가톨릭 수사들에 의해 아랍의 증류 기술이 유럽에 전해져 증류주를 만들게 된 것이다.
오늘날 위스키의 생산지로 유명한 국가는 스코틀랜드, 아일랜드, 미국, 캐나다, 일본이며 그 외에 대만, 인도, 독일, 호주 등에서도 위스키를 생산한다. 독자적인 위스키 문화를 발달시킨 아일랜드, 미국, 캐나다를 제외한 국가는 관례적으로 스카치 위스키의 제조방식과 분류 규정을 따르는 경향이 있다.
스카치 위스키와 아이리시 위스키는 흔히 원료 곡물에 따라 몰트 위스키, 그레인 위스키, 블랜디드 위스키 등으로 분류되어 왔다. 엄밀하게는 각국의 법령이나 규정에 따라 분류된다. 스카치 위스키는 2009년의 스카치 위스키 규정(The Scotch Whisky Regulations 2009)에 따라 싱글 몰트 위스키, 싱글 그레인 위스키, 블렌디드 몰트 위스키. 블렌디드 그레인 위스키. 블렌디드 위스키의 다섯 가지로 분류된다. 아이리시 위스키는 아일랜드 농림부의 2014년 기술 규정(Department of Agriculture's 2014 technical file)에 따라 싱글 몰트 위스키, 싱글 그레인 위스키, 싱글 포트 스틸 위스키, 그레인 위스키의 네 가지로 분류된다.
아메리칸 위스키는 관습적으로 버번 위스키, 테네시 위스키 등 지명을 딴 명칭으로 분류되어 왔으며, 미합중국연방규정집(U.S. Code of Federal Regulations)에서는 라이 위스키, 라이 몰트 위스키, 몰트 위스키, 휘트 위스키. 버번 위스키. 콘 위스키로 분류한다. 버번(Bourbon)은 켄터키주 버번 카운티라는 지명에서 온 명칭이기는 하나, 현대에는 꼭 버번 카운티에서 생산된 위스키만을 가리키지는 않게 되었다. 가령 테네시 위스키도 버번 위스키의 일종으로 간주된다.

## 어원
위스키(Whisky 또는 Whiskey)라는 단어는 물이라는 뜻의 고전 게일어 이시커 바허가 영어화된 것이다. 증류주는 으레 라틴어로 aqua vitae ("생명의 물")라 불리어 왔는데, 이것이 고전 게일어로 번역되어 uisce beatha ("생명의 물")가 되었다. 아일랜드에서는 uisce beatha로, 스코틀랜드에서는 uisqe beatha로 쓰이다가, 영어로 차용되어 uskebeaghe (1581), usquebaugh (1610), usquebath (1621), usquebae (1715) 순으로 변화를 겪었다.

### 철자에 관하여
위스키는 로마자로 Whisky로 적거나 Whiskey로 적는다. 철자에 차이가 나는 이유에 대한 추정은 크게 두 가지가 있다. 하나는 해당 지역어의 일반적인 단어 표기 관습의 영향을 받았다는 것이다. 또 하나는 위스키 제조 방식의 계보와 관계가 있다는 것이다. 위스키 브랜드의 이름은 고유명사이기 때문에 제조사가 표기한 철자에서 e를 마음대로 빼거나 첨가해서는 안 된다.
아일랜드와 미국에서는 주로 whiskey라는 표기를 사용하며 그 외의 국가에서는 대체로 whisky를 사용한다. 미국의 경우 20세기 중반까지 신문 등지에서 whisky와 whiskey를 혼용하여 왔으나, 1960년대부터 미국산 위스키를 whiskey로, 수입 위스키를 whisky로 표기하는 전통이 정착되기 시작한다. 그러나 여전히 몇몇 유명 미국 위스키 브랜드(George Dickel, Maker's Mark, Old Frester 등)와 법률규정인 증류주 식별 표준안(Standards of Identity for Distilled Spirits)에서는 whisky 표기를 사용하고 있다.

## 위스키의 종류
- 스카치 위스키, 아이리시 위스키, 아메리칸 위스키, 커네이디언 위스키
- 몰트 위스키, 그레인 위스키, 블렌디드 위스키
- 포트 위스키와 페이턴트 위스키
- 특급 위스키(위스키 원주만인 위스키, 위스키 원주 혼합률이 20% 이상인 것, 알코올분 43% 이상인 위스키), 1급 위스키(원주 혼합률이 10∼20%인 위스키, 알코올분 40∼43%인 위스키), 2급 위스키(특급 및 1급에 해당되지 않는 위스키)

## 로마자 표기
스코틀랜드나 캐나다 등에서 만든 위스키는 "Whisky"라고 적는다. 그러나 아일랜드나 미국에서는 "Whiskey"라고 한다. 웨일스 지방에서는 "wysgi"라고 적는다.

## 같이 보기
- 보드카